# Sant Vicenç de Vilamalla
Sant Vicenç de Vilamalla és una església del municipi de Vilamalla (Alt Empordà) inclosa en l'Inventari del Patrimoni Arquitectònic de Catalunya.

## Descripció
L'església parroquial de Sant Vicenç de Vilamalla està situada a l'extrem nord del poble. És un edifici d'una sola nau sense absis. La volta de la nau és apuntada. La façana d'accés, situada a ponent, té la portada amb arcs de mig punt en degradació, llinda i timpà llis. Al centre de la façana hi ha un rosetó molt senzill, i a la part superior, tres pilastres de base d'un campanar de paret que no tenen els arcs de coronament. En el mur meridional podem veure una finestra de doble esqueixada ia rcs de mig punt. El mur lateral nord és apuntalat per tres contraforts, i a la capçalera hi ha un rosetó idèntic al de la façana.

## Història
La parròquia de Sant Vicenç de Vilamalla és esmentada documentalment des del segle x. L'edifici del temple segurament data del segle xiii, ja que la seva tipologia és característica de les esglésies bastides durant la darrera època del romànic.